# Xã Cass, Quận Pulaski, Indiana
Xã Cass (tiếng Anh: Cass Township) là một xã thuộc quận Pulaski, tiểu bang Indiana, Hoa Kỳ. Năm 2010, dân số của xã này là 878 người.